# Dynamiek (beweging)
Dynamiek is een woord voor beweging of meer algemeen verandering in de tijd en/of plaats, of ook wel meer algemeen in de zin van contrast. 
Enkele voorbeelden:
- Een muziekstuk heeft veel dynamiek als er veel volumeverschil in zit
- Een kunstwerk heeft veel dynamiek als het kunstwerk lijkt te bewegen, ook al gebeurt dit niet echt
- Een mens kan erg 'dynamisch' zijn, wat wil zeggen dat het een persoon is die druk in beweging is (zowel letterlijk als figuurlijk)
- Een informatiepaneel en dergelijke is dynamisch als de informatie kan veranderen, bijvoorbeeld bij een armsein, een verkeerslicht en een beeldscherm.

Het tegenovergestelde van dynamisch is statisch.
Een licht dat constant knippert is een tussenvorm. Er is wel verandering, maar als informatielicht heeft het knipperen zelf betekenis, het aan en uit zijn hebben meestal niet apart betekenis. De informatie is statisch, tenzij het licht ook uit of continu aan kan zijn (of als de frequentie kan variëren).